# Nāḩiyat al ‘Arīshah
Nāḩiyat al ‘Arīshah (arabiska: ناحية العريشة) är ett subdistrikt i Syrien.   Det ligger i provinsen al-Hasakah, i den nordöstra delen av landet, 500 km nordost om huvudstaden Damaskus.
Trakten runt Nāḩiyat al ‘Arīshah är ofruktbar med lite eller ingen växtlighet. Runt Nāḩiyat al ‘Arīshah är det ganska tätbefolkat, med 179 invånare per kvadratkilometer.